# Ancar
Ancar (Ancar Automóveis de Angola, S.A.) war ein angolanisches Privatunternehmen, das im Jahre 2001 ein Joint-Venture mit der Škoda Auto zur Etablierung eines Fahrzeug-Montagewerks in Angola gründete. Ancar galt als Ableger der Tarnfirma Ancar World Wide Investments Holding, einem dubiosen Finanzunternehmen mit europäischem Kapital, das in den Vereinigten Staaten von Amerika registriert ist. Ancar Angola gibt es jedoch inzwischen nicht mehr und das Projekt wurde, sowohl auf deutscher, als auch auf angolanischer Seite, wegen schwerwiegender Korruptionsvorwürfe gegen die damaligen Hauptverantwortlichen eingestellt.

## Vorgeschichte
Die Initiatoren des damaligen Projektes waren der ehemalige Škoda-Auto-Vorstand Helmuth Schuster sowie der von der spanischen Guardia Civil mit Haftbefehl gesuchte Serienbetrüger Johann Johannsen. Aufgrund dubioser Geschäftspraktiken der beiden machte der NDR am 14. Juli 2005 in seinem Politmagazin Panorama auf die VW-Korruptionsaffäre aufmerksam. Entsprechend dieser Nachrichten reagierte der Verwaltungsrat von Volkswagen mit einer Entlassung des Vorstandsmitgliedes und erwirkte zusätzlich, den Bau des Werkes zu beenden. Der gute Ruf von Volkswagen stand in Afrika auf dem Spiel. Man befürchtete, es handele sich bei dem Partnerunternehmen um eine Scheinfirma. Volkswagen führte weitere Verhandlungen erst nach einer ausgiebigen Überprüfung der Firma fort und stellte daraufhin das Projekt ein.

## Heutiger Stand
Volkswagen kündigte jedoch überraschend am 28. Juni 2008 in einer Pressemitteilung eine Fortführung der Bauarbeiten sowie die Werkseröffnung für 2009 an. Dafür wurde eine Investition in Höhe von 15 Millionen US-Dollar vorgesehen, einschließlich zum Aufbau eines landesweiten Händlernetzwerkes. Ein anderes angolanisches Unternehmen, ASGM, wollte sich mit einem Kapital in Höhe von 48 Millionen US-Dollar beteiligen. Die Infrastruktur mit dem dazugehörigen Händlernetzwerk ist momentan der Volkswagen of South Africa unterstellt.
Der gegenwärtige Stand ist tatsächlich so, dass es beim Volkswagenkonzern derzeit keinerlei Überlegungen gibt, an diesem Projekt weiterzuarbeiten (Stand Februar 2011).
Nach den ursprünglichen Plänen, die in den Jahren 2001 bis 2005 gültig waren, hätte es sich bei dem Werk lediglich um einen Montagebetrieb gehandelt, der in Lissabon, Portugal zerlegte Fahrzeuge wieder zusammenbaut und dem Betreiber hohe Gewinne versprach. Angolanische Gesetze hätten dies ermöglicht, weil man sich mit dieser Verfahrensweise neue Arbeitsplätze für die Menschen in dem aufstrebenden Land versprach.

## China baut
Das Projekt der Volkswagen AG ist inzwischen vorläufig eingestellt worden. Die Regierung von Angola hat aufgrund der Verwicklungen, die bis in höchste Regierungskreise führten, (Welwitschia dos Santos war an Ancar beteiligt und ist eine Tochter von Staatspräsident José Eduardo dos Santos), davon öffentlich Abstand genommen. Stattdessen wurde auf dem vorgesehenen Gelände, dem Pólo Industrial de Viana, in Viana ein vom China International Fund finanziertes Joint-Venture-Projekt unter dem Namen CSG Automóvel fabricado em Angola errichtet. Hier werden bereits Yumsun Nissan-Modelle gebaut (Stand 2011).